# Lomtjärnen (Töre socken, Norrbotten, 733145-181363)
Lomtjärnen är en sjö i Kalix kommun i Norrbotten och ingår i Kalixälven-Töreälvens kustområde.